# Helius dicroneurus
Helius dicroneurus är en tvåvingeart som beskrevs av Alexander 1964. Helius dicroneurus ingår i släktet Helius och familjen småharkrankar. Inga underarter finns listade i Catalogue of Life.